# Veliko putovanje Boleka i Loleka
Veliko putovanje Boleka i Loleka (poljski: Wielka Podróż Bolka i Lolka) poljski je dugometražni animirani film iz 1977. godine, a prikazuje likove Loleka i Boleka koji putuju svijetom s gospodinom Foggom kako bi dobili nagradu.
Film je prvi put prikazivan u kinima 16. rujna 1977. godine. Pogledalo ga je 8 442 005 ljudi u poljskim kinima. Riječ je o šesnaestome najgledanijemu poljskom filmu.[nedostaje izvor]

## Uloge
- Zdzisław Leśniak – reporter
- Lech Ordon – notar
- Tomasz Zaliwski – Jimmy Pif Paf, Dalaj lama
- Tadeusz Włudarski – Abdullah, Kapetan trajekta 1#
- Kazimierz Brusikiewicz – Alibaba, iznajmljivač slonova